# 姆邦格尼·恩杰马
姆邦格尼·恩杰马（Mbongeni Ngema，1955年5月10日 - 2023年12月27日） 是南非剧作家、作词家、作曲家、导演、编舞和戏剧制作人，他创作了不少反映南非種族隔離时期南非黑人精神的戏剧。他曾獲頒有色人种进步协会形象奖。2023年12月27日，他在一场车祸中身亡。